# Liptovský Mikuláš

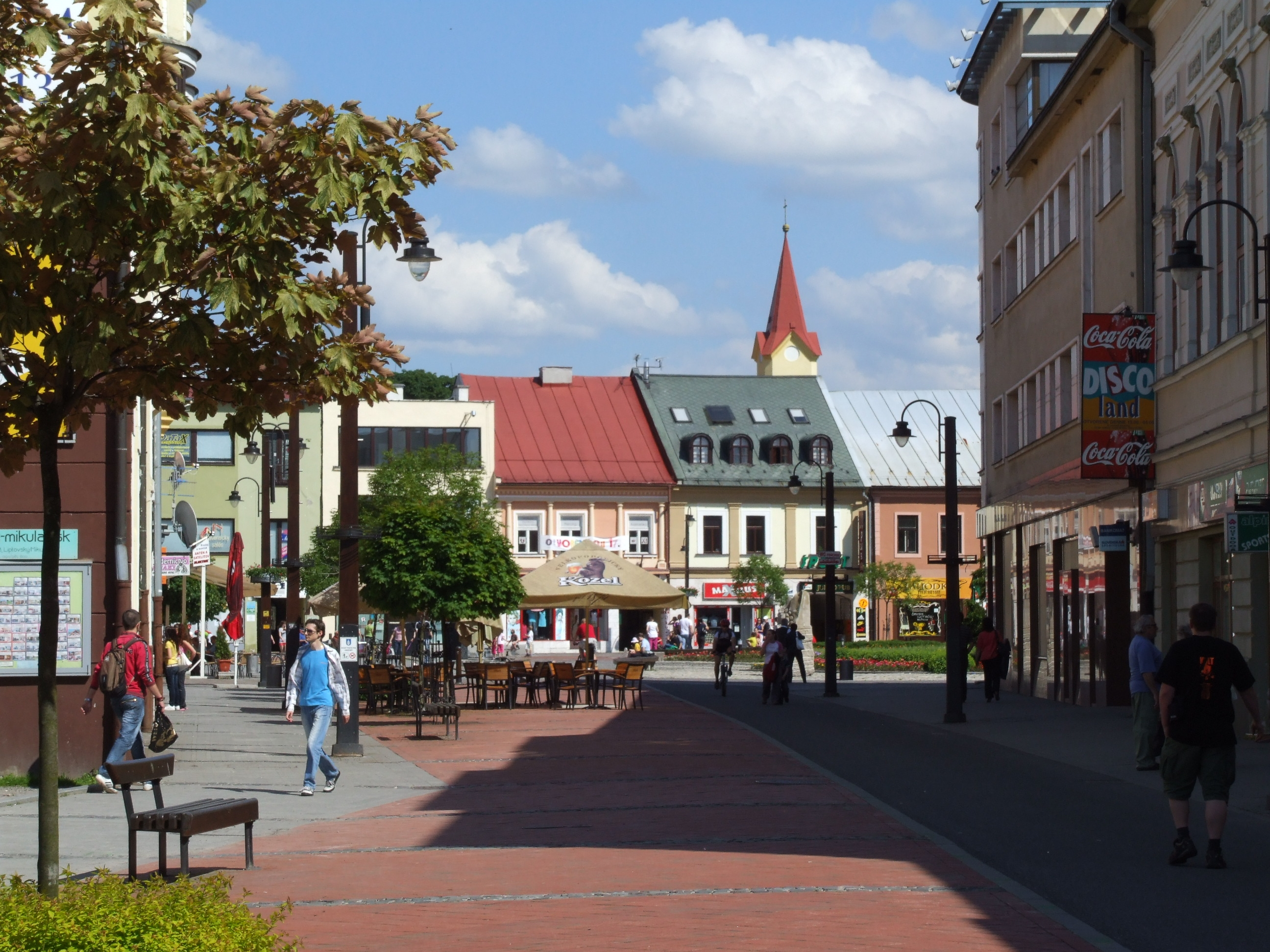
Centro de Liptovský Mikuláš.

Liptovský Mikuláš (AFI: [ˈliptowskiː ˈmikulaːʃ]; en alemán: Liptau-Sankt-Nikolaus; en húngaro: Liptószentmiklós) es una localidad del norte de Eslovaquia, a unos 285 km de Bratislava. Se encuentra en la región de Liptov, en la cuenca de Liptov, cerca del Bajo Tatra y de los Montes Tatras, y está bañado por el río Váh. La ciudad, conocida hasta 1952, antes del periodo comunista, como Liptovský Svätý Mikuláš («San Nicolás de Liptov»), era conocida por su cultura y sus numerosos gremios de mercaderes.
A lo largo del siglo XX, 13 municipios se han fusionado con la ciudad: Andice, Benice, Bodice, Čemice, Demänová, Iľanovo, Liptovská Ondrašová, Okoličné a Stošice, Palúdzka, Ploštín, Ráztoky, Vrbica et Vitálišovce.

## Historia
Entre la segunda mitad del siglo X y 1918, perteneció al Reino de Hungría. La primera mención del pueblo de Mikuláš (Liptószentmiklós) data del acta real de Ladislao IV en 1286. En cuanto a la iglesia de San Nicolás, que se convertiría en elemento fundacional de un asentamiento mayor, su primer registro escrito se remonta a 1299. La iglesia de San Nicolás es el edificio más antiguo de Liptovský Mikuláš.
Mikuláš fue uno de los principales centros de artesanía de la región de Liptov. Los artesanos formaron gremios, y el más antiguo fue el gremio de zapateros, mencionado ya en 1508. También formaron gremios los herreros, peleteros, sastres, sombrereros y carniceros.
En 1677, Liptovský Mikuláš (Liptószentmiklós) se convirtió en la sede del distrito local y del condado de Liptó. También es donde fue sentenciado y ejecutado el legendario «Robin Hood» eslovaco, Juraj Jánošík, en 1713, colgado de un gancho clavado en su caja torácica.
Liptovský Mikuláš tuvo un papel relevante para los eslovacos del siglo XIX durante el periodo de la magiarización. Fue uno de los centros del Movimiento Nacional Eslovaco. También se construyó allí el primer teatro de Eslovaquia, denominado «Teatro de G. F. Belopotocký». Liptovský Mikuláš fue la residencia de los partidarios del resurgimiento nacional eslovaco Janko Kráľ y Michal Miloslav Hodža. En 1848, el líder del resurgimiento nacional eslovaco, Ľudovít Štúr, reveló públicamente el documento Las demandas de la nación eslovaca en Liptovský Mikuláš como un llamamiento oficial a los dirigentes del Imperio austrohúngaro para ayudar a resolver los problemas existentes del pueblo eslovaco, aunque sin éxito.
En el siglo XX, numerosos pueblos antes independientes fueron anexados a Liptovský Mikuláš.

## Turismo
Liptovský Mikuláš es uno de los principales centros turísticos de Eslovaquia debido a su rica vida cultural y a su facilidad de acceso a los Bajos Tatras, a los Tatras Occidentales y a la estación de esquí de Jasná.

## Demografía
| Año        | 1994   | 2004    | 2014    | 2024    |
| ---------- | ------ | ------- | ------- | ------- |
| Población  | 33 401 | 32 930  | 31 593  | 29 860  |
| Diferencia |        | −1,41 % | −4,06 % | −5,48 % |

| Año        | 2023   | 2024    |
| ---------- | ------ | ------- |
| Población  | 30 040 | 29 860  |
| Diferencia |        | −0,59 % |

Según el censo de 2001, la ciudad tenía 33 007 habitantes. Por origen, se componía de un 94,07% de eslovacos, un 2,30% de gitanos, un 2,10% de checos y un 0,28% de húngaros. Desde el punto de vista de la religión, tenía un 34,48% de católicos, un 32,26% de personas sin adscripción religiosa y un 26,85% de luteranos.

## Deporte
En hockey sobre hielo, MHk 32 Liptovský Mikuláš jugó en la Extraliga hasta 2010. En la actualidad,[actualizar] in the Slovak Extraliga until 2010, participa en la Primera Liga.
El Curso de Eslalon sobre Aguas Vivas Ondrej Cibak, en el río Váh, es el curso de eslalon sobre aguas vivas más antiguo de Eslovaquia. Michal Martikán, campeón olímpico en 2008 de eslalon en canoa C-1, nació y vive en Liptovský Mikuláš. Elena Kaliská, otra campeona olímpica, es miembro del club deportivo local.
- MFK Tatran Liptovský Mikuláš[3] juega en la Corgoň Liga y su estadio es el Stadium Liptovský Mikuláš.
- MHk 32 Liptovský Mikuláš[4] juega en la Extraliga Eslovaca y juega en el Liptovský Mikuláš Ice Stadium.
- FK VA Liptovský Mikuláš fue un equipo fundado en 1949 y desapareció en 1997

## Transporte
Liptovský Mikuláš se encuentra cerca de la Autovía D1 y en el trayecto ferroviario principal entre Bratislava y Košice. El aeropuerto internacional más cercano es el Aeropuerto de Poprad-Tatry, en Poprad.
Liptovský Mikuláš también cuenta con una red de transporte público con 13 rutas operativas.

## Ciudades hermanas
La ciudad de Liptovský Mikuláš está hermanada con:
| - Opava (República Checa) - Kiskőrös (Hungría) - Kalamariá (Grecia) - Annecy (Francia) - Yefrémov (Rusia) | - Dinkelland (Países Bajos) - Galanta (Eslovaquia) - Kemi (Finlandia) - Slovenske Konjice (Eslovenia) - Żywiec (Polonia) |

## Imágenes

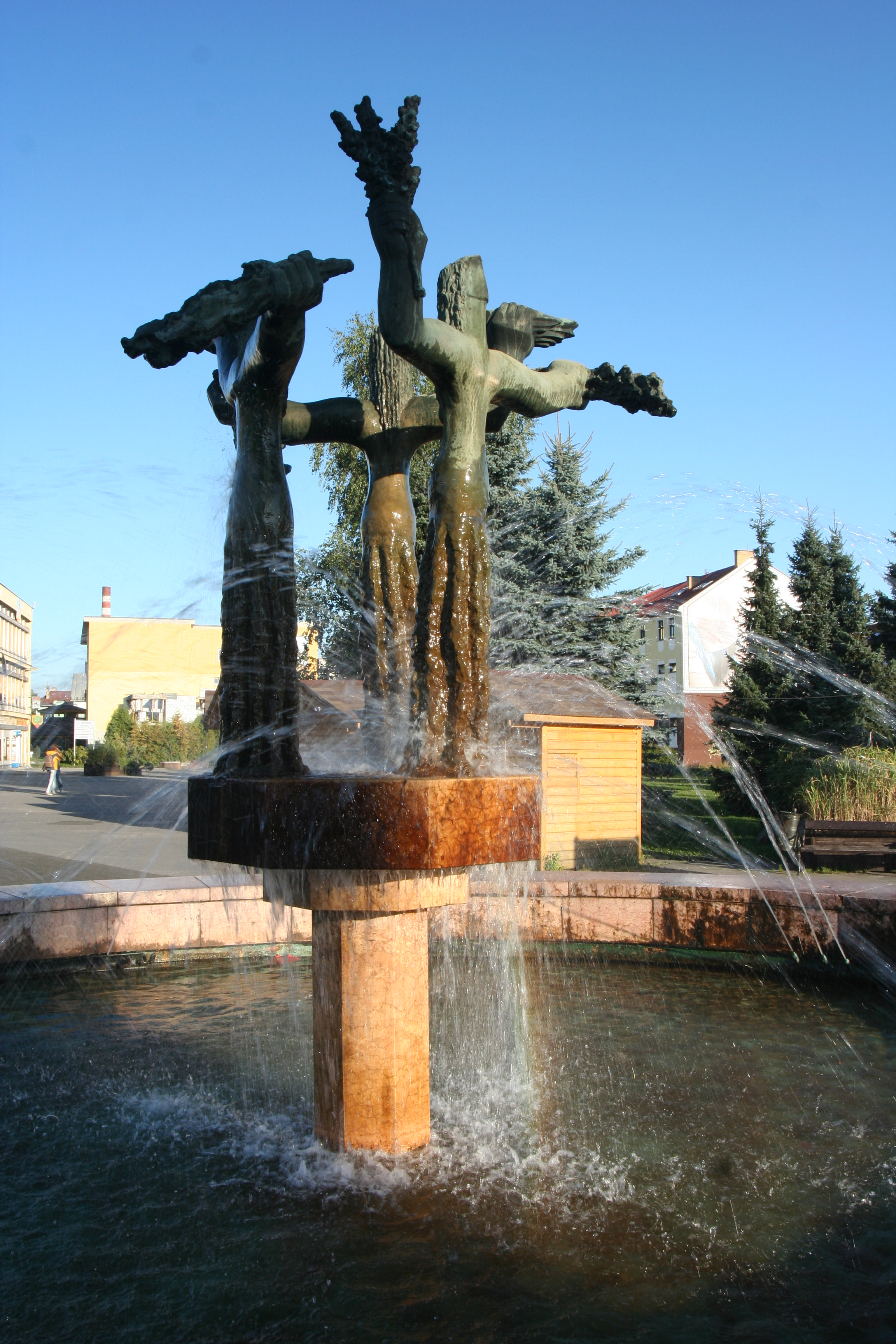
Fuente.
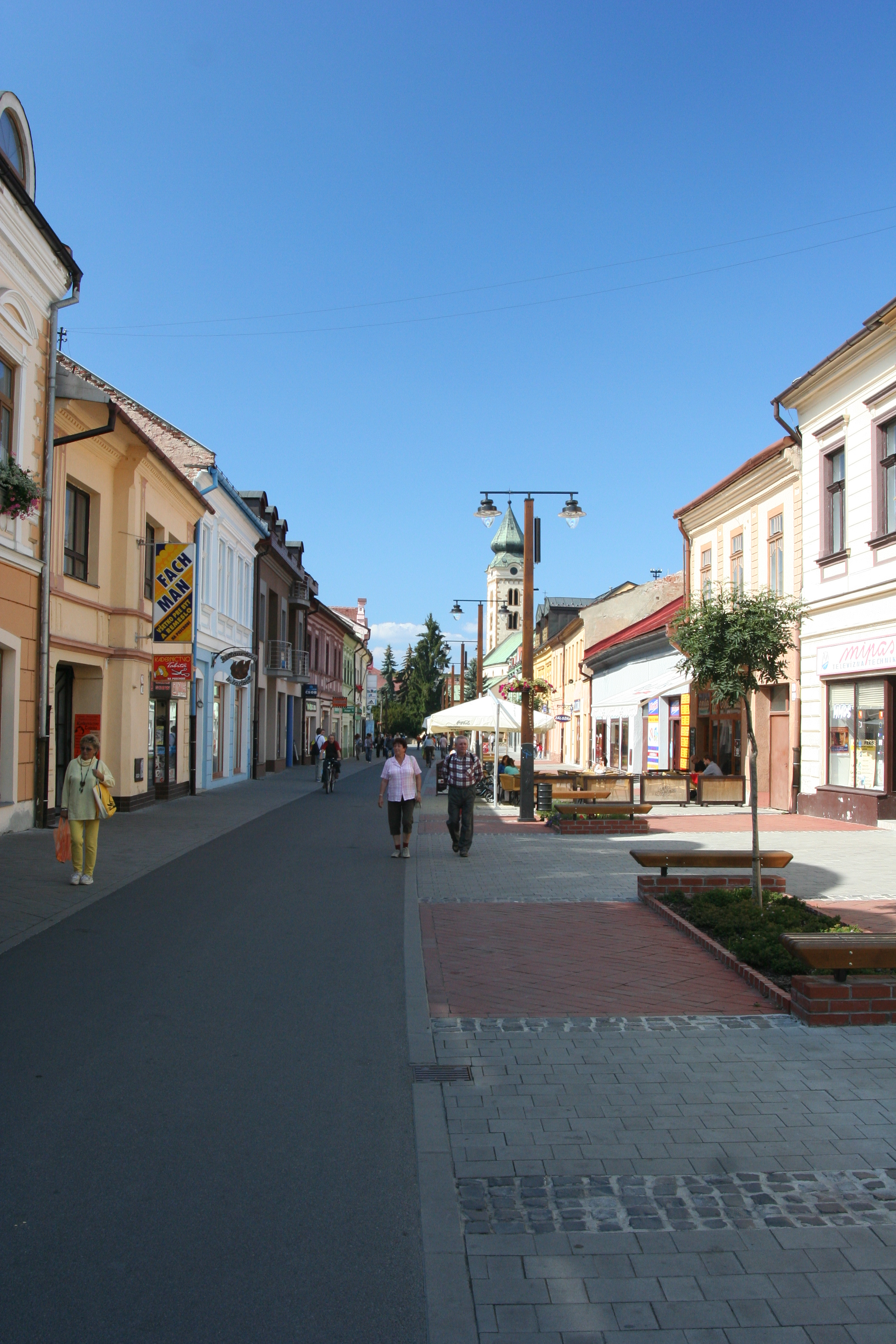
Centro de la ciudad.
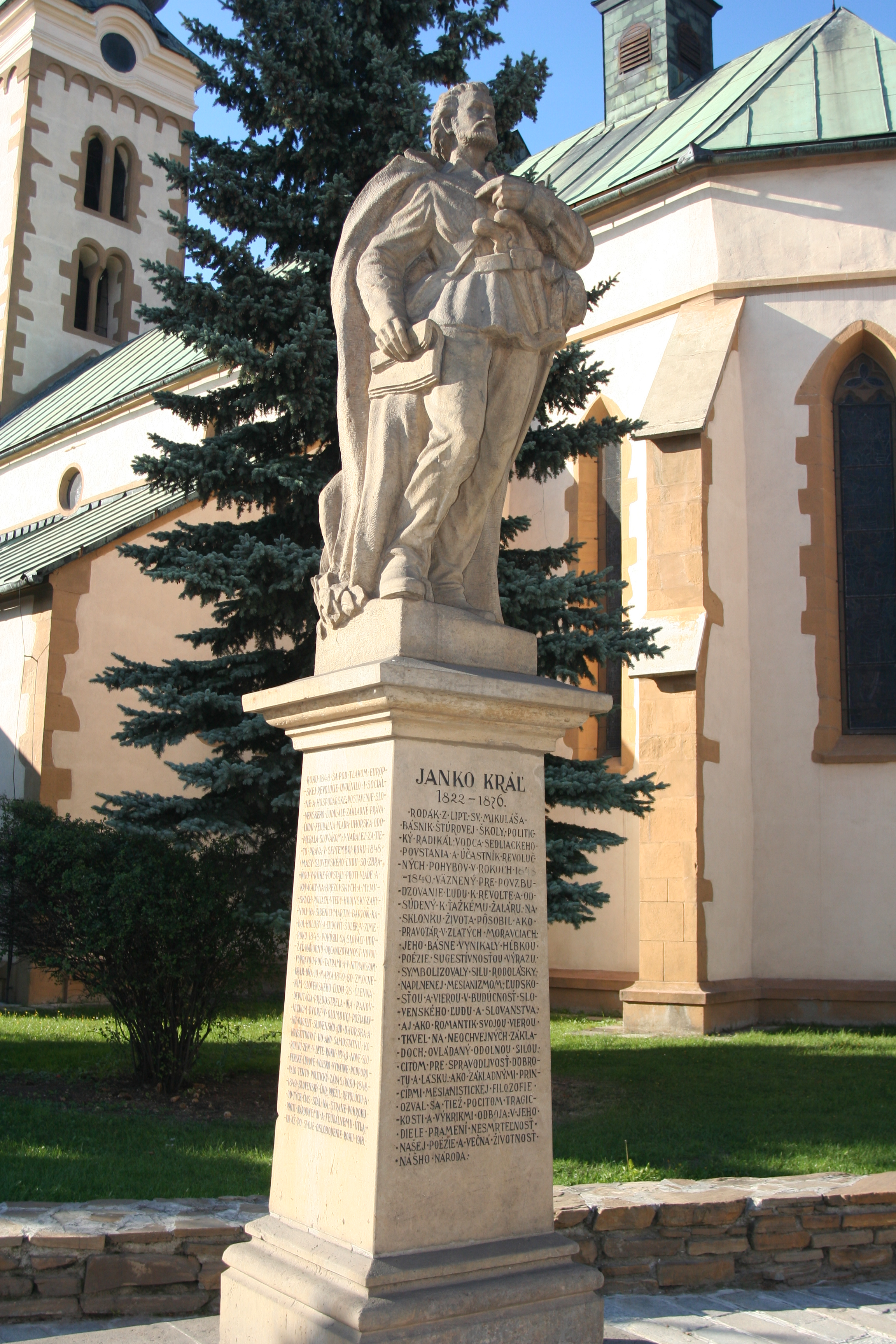
Monumento a Janko Kráľ.
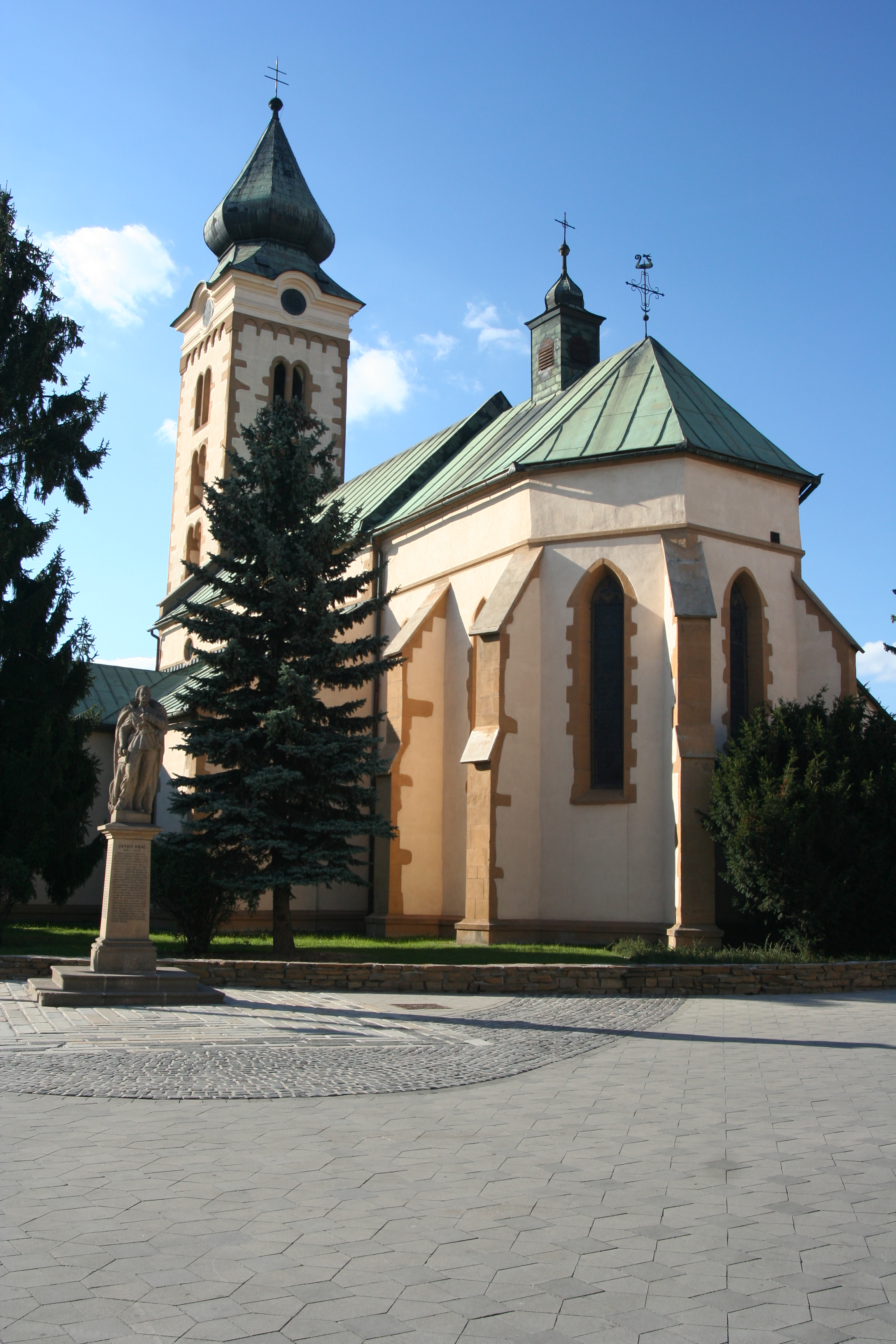
Iglesia de San Nicolás.
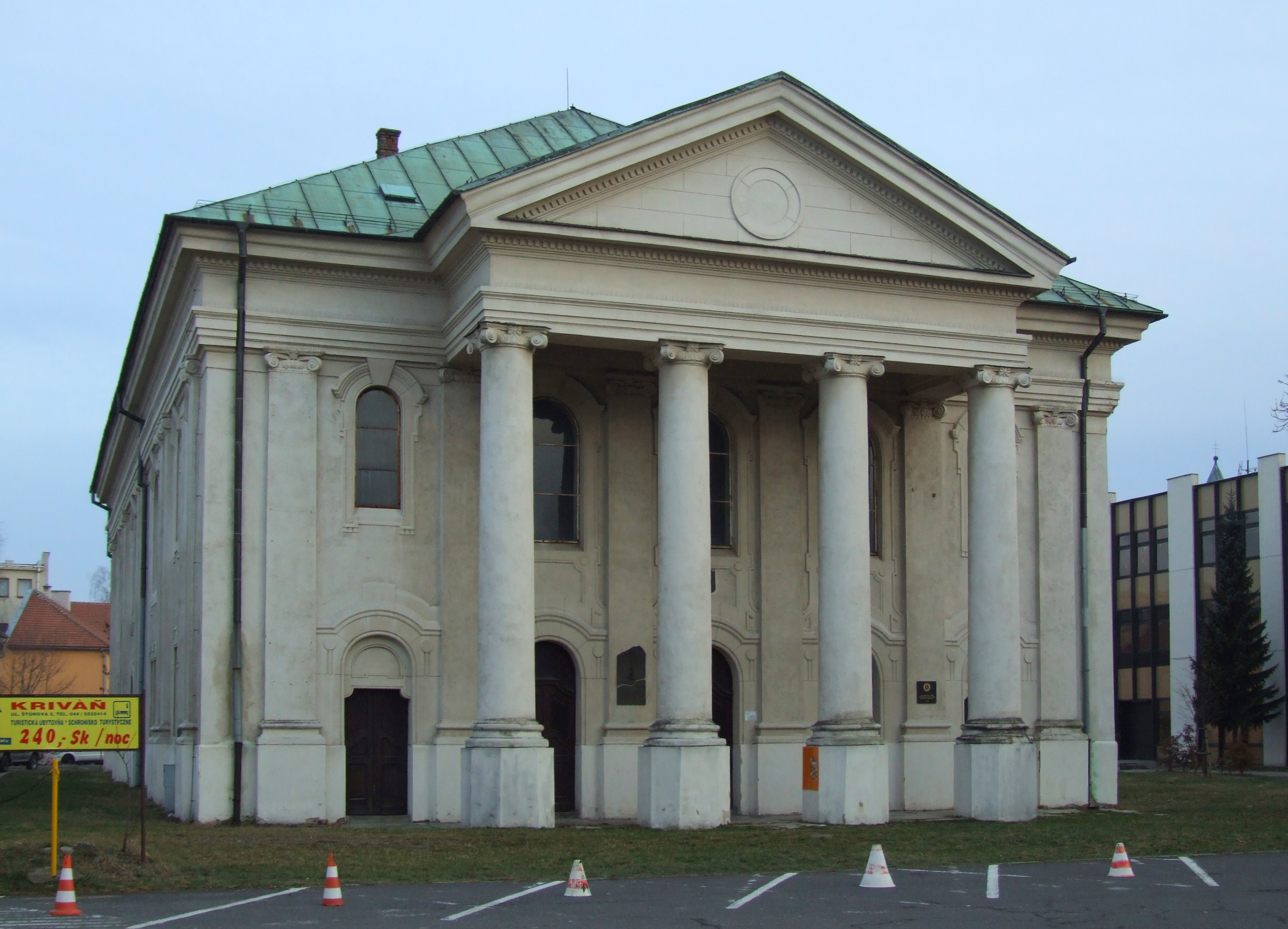
Sinagoga